# Бугурусланський міський округ
Бугурусла́нський міський округ (рос. Бугурусланский городской округ) — міський округ у складі Оренбурзької області Російської Федерації.
Адміністративний центр та єдиний населений пункт — місто Бугуруслан.

## Населення
Населення — 49075 осіб (2019; 50226 в 2010, 54313 у 2002).